# Río Itaú
Le río Itaú est une rivière internationale du bassin de la Plata qui forme la frontière naturelle entre la Bolivie et l'Argentine.
Le río Itaú a la même source que le río Las Trancas. Cette rivière mesure 170 km et est un affluent du río Tarija qui se jette dans le río Grande de Tarija.
Le río Itaú parcourt 99 km en territoire bolivien et 71 km comme frontière entre l'Argentine et la Bolivie.

## Traduction/source
- (es) Cet article est partiellement ou en totalité issu de l’article de Wikipédia en espagnol intitulé « Río Itaú » (voir la liste des auteurs).